# Val Verde (Kalifornija)
Val Verde je naseljeno područje za statističke svrhe u američkoj saveznoj državi Kalifornija. Prema popisu stanovništva iz 2010. u njemu je živjelo 2.468 stanovnika.